# Ronde des Mousquetaires
La Ronde des Mousquetaires est une ancienne course cycliste française, organisée à Auch dans le département du Gers de 1938 à 1945,.

## Palmarès
| Année | Vainqueur            | Deuxième         | Troisième         |
| ----- | -------------------- | ---------------- | ----------------- |
| 1938  | Lucien Le Guével     | Victor Cosson    | Robert Tanneveau  |
| 1939  | Joseph Aureille      | Trinidad Yelamos | Alphonse Verniers |
| 1943  | Camille Danguillaume | Raymond Louviot  | Pierre Brambilla  |
| 1945  | Amédée Rolland       | Fermo Camellini  | Maurice De Muer   |